# Nell'anno del Signore
Nell'anno del Signore és una pel·lícula italiano/francesa de 1969 escrita i dirigida per Luigi Magni basada en l'execució de dos carbonaris en la Roma papal del segle xix. És la primera d'una trilogia continuada amb In nome del Papa Re de 1977 i In nome del popolo sovrano de 1990; pel·lícules en les quals es repeteix el tema de la relació entre el poble i l'aristocràcia romana amb el poder pontifici, enmig dels trastorns ocorreguts durant el període del Risorgimento.
Protagonitzada per un repartiment coral compost per Nino Manfredi, Enrico Maria Salerno, Claudia Cardinale, Robert Hossein, Renaud Verley, Ugo Tognazzi i Alberto Sordi; el rodatge es va dur a terme al voltant de Roma, amb decorats dissenyats pel director d'art Carlo Egidi. Va ser un èxit d'audiència i ocupa el lloc núm. 30 de les pel·lícules italianes més vistes de la història. Manfredi obtindria el David de Donatello al millor actor protagonista i el Nastro d'argento al millor actor protagonista.

## Argument
L'any 1825, a Roma governa el Papa Lleó XII, caracteritzat per una política reaccionària i intransigent, en la qual la repressió de qualsevol forma de llibertat individual és duta a terme per un estat policial i per les trames del tortuós cardenal Agostino Rivarola (Ugo Tognazzi). Els jueus es veuen obligats a romandre tancats al gueto, humiliats pels intents de conversió forçada; la policia, sota les ordres del coronel Nardoni (Enrico Maria Salerno), fa complir un estricte toc de queda.
Malgrat tot, en l'estàtua parlant de Pasquino continuen apareixent escrits irònics i durament crítics amb el govern; i les reunions dels carbonaris es continuen celebrant en secret, on planegen una revolució popular. Dos d'ells, el Doctor Leonida Montanari (Robert Hossein) de Roma, i Angelo Targhini (Renaud Verley) de Mòdena, es veuen obligats a apunyalar a un dels seus companys, el príncep Filippo Spada (Franco Abbina), qui, en una crisi de consciència a causa de la malaltia fatal de la seva filla, s'havia penedit de les conspiracions i havia revelat secrets al coronel Nardoni.
Spada, no obstant això, aconsegueix salvar-se de les ferides d'arma blanca de Targhini i Montanari i els denuncia a la policia papal: el destí dels dos carbonaris està segellat i, després d'un judici sumari, els dos són condemnats a la guillotina. La història està entrellaçada amb la del sabater Cornacchia (Nino Manfredi) i la seva amant Giuditta (Claudia Cardinale), una bella jove jueva. Els dos, menys cultes i menys inclinats a canvis radicals que els carbonaris, s'havien unit afectivament amb Montanari i Targhini i s'esforcen per ajudar-los.

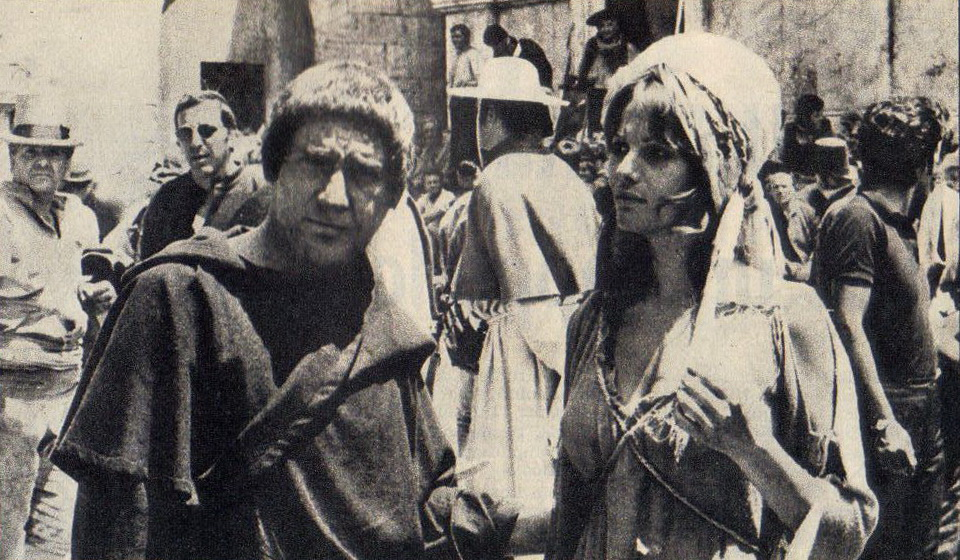
Alberto Sordi i Claudia Cardinale durant la producció de Nell'anno del Signore.

Cornacchia proposa al cardenal Rivarola que li reveli la identitat de Pasquino, una vegada obtingut el perdó per als dos condemnats: com Pasquino és ell mateix, el sabater ofereix la seva vida per la dels carbonaris. Però tot és en va. Uns dies abans, de fet, Cornacchia, en un gest d'orgull davant les ofenses de Giuditta que el considerava un poca-pena, havia corregit a un sagristà que s'havia equivocat mentre escrivia, revelant així que no era ximple ni analfabet com feia creure a la gent. La notícia és portada al Cardenal Rivarola qui, d'aquesta manera, atrapa a Cornacchia, lliurant-li una carta, fent-la passar com un indult per a Montanari, però amb una ordre per a arrestar Cornacchia.
En trobar-se acorralat, el seu últim acte com Pasquino és escriure un epigrama final convidant al Papa a executar als dos carbonaris, ja que aquest final, després de tot, és el que els dos condemnats secretament esperen. Després d'escriure, confia l'últim missatge al seu successor perquè el col·loqui en l'estàtua de Pasquino. Després ingressa a un convent per a convertir-se en frare.
Targhini i Montanari, esperant el final, estan empresonats al Castell de Sant'Angelo. Se'ls envia un frare (Alberto Sordi), que els insisteix que confessin per a salvar les seves ànimes a la vora de la mort: però els carbonaris romanen ferms en el seu ateisme. Els fets semblen donar la raó al cardenal Rivarola: el poble no vol llibertat, sinó una vida tranquil·la i ocasionalment alguna diversió, consistent en aquest cas en una decapitació pública, per la qual cosa alguns plebeus intenten assaltar la presó no per a alliberar els dos carbonaris sinó accelerar la seva execució. Targhini i Montanari són portats a la Piazza del Popolo enfront del botxí Maestro Titta. En aquest moment irromp el pobre frare i es dirigeix cap als dos. Malgrat les seves súpliques al cardenal perquè alliberi els dos, decideix almenys absoldre'ls en la plaça pública, però és bloquejat precisament per ordre de Rivarola i arrossegat. Els dos són executats sense el consol dels sagraments.

## Repartiment
- Nino Manfredi com Cornacchia

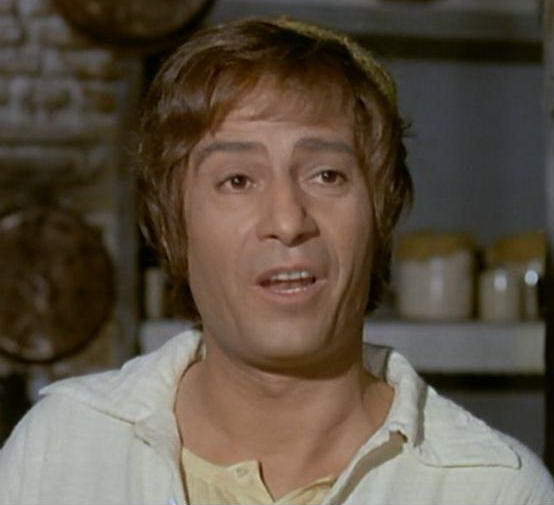
Nino Manfredi com Cornacchia.

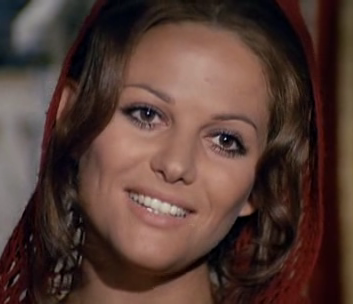
Claudia Cardinale com Giuditta Di Castro.

- Enrico Maria Salerno com el coronel Nardoni
- Claudia Cardinale com Giuditta Di Castro (doblada per Rita Savagnone)
- Robert Hossein com Leonida Montanari (doblat per Giuseppe Rinaldi)
- Renaud Verley com Angelo Targhini (doblat per Massimo Turci)
- Ugo Tognazzi com el cardenal Agostino Rivarola
- Alberto Sordi com el frare
- Franco Abbina com el príncep Filippo Spada (doblat per Franco Latini)
- Britt Ekland com la Princesa Spada
- Pippo Franco com Bellachioma (doblat per Pino Locchi)
- Stefano Oppedisano com el jove borratxo

## Banda sonora
La banda sonora d'aquesta pel·lícula va ser composta per Armando Trovajoli.
| 1.  | «Nell'anno del Signore»             |                         | 4:25 |
| 2.  | «Castel S. Angelo»                  |                         | 3:28 |
| 3.  | «Paolina»                           |                         | 2:17 |
| 4.  | «Angelo e Giuditta»                 |                         | 1:52 |
| 5.  | «I Carbonari»                       |                         | 0:57 |
| 6.  | «Addio»                             |                         | 1:45 |
| 7.  | «Sotto la ghigliottina»             |                         | 1:54 |
| 8.  | «Ouverture - Nell'anno del Signore» |                         | 1:52 |
| 9.  | «Tema di Giuditta»                  | Veus per Edda Dell'Orso | 2:11 |
| 10. | «La processione dei condannati»     |                         | 2:05 |
| 11. | «Dichiarazione d'amore»             |                         | 1:43 |
| 12. | «Pasquino»                          |                         | 2:08 |
| 13. | «Sapessi quanto amore»              |                         | 3:09 |
| 14. | «Coro della morte»                  |                         | 0:54 |
| 15. | «Piazza del Popolo»                 |                         | 2:32 |

| 16. | «Nell'anno del Signore (Suite)» |                                    | 7:15  |
| 17. | «Serenata di Giuditta»          | Interpretada per Armando Trovajoli | 11:32 |

## Recepció
La pel·lícula va registrar un excel·lent èxit de taquilla, la qual cosa va resultar que solament a Itàlia, durant la temporada 1969-70, obtinguessin una recaptació de 3.218.178.000 £.
Actualment ocupa el lloc n. 30 de les pel·lícules italianes més vistes de la història amb 9.901 145 espectadors.

### Premis i reconeixements

#### Premi David di Donatello
- Millor actor protagonista per a Nino Manfredi - Guanyador

#### Premis Nastro d'argento
- Millor actor protagonista per a Nino Manfredi - Guanyador
- Millor so per a Luigi Magni - Nominació
- Millor guió per a Luigi Magni - Nominació
- Millor actor no protagonista per a Alberto Sordi - Nominació